# Intelligence artificielle des objets
L'intelligence artificielle des objets ( AIoT ) est l'ajout des technologies d'intelligence artificielle (IA) aux objets connectés (IoT).
Cette fusion de technologies vise à améliorer les interactions homme-machine (IHM), à optimiser les opération ainsi qu'à optimiser la gestion et l'analyse des données,,.
En 2018, KPMG a publié une étude sur l’avenir de l’IA incluant des scénarios jusqu’en 2040. Les analystes décrivent en détail un scénario dans lequel une communauté d'objets verrait chaque appareil contenir également sa propre IA qui pourrait se connecter de manière autonome à d'autres IA pour, ensemble, effectuer des tâches de manière intelligente. La création de valeur serait contrôlée et exécutée en temps réel à l’aide de l’intelligence en essaim. De nombreux secteurs pourraient être transformés grâce à l’application de l’intelligence en essaim, notamment : l’automobile, le cloud, la médecine, l’armée, la recherche et la technologie.
Dans sa forme la plus pure, l'AIoT implique d'intégrer de l'IA dans l'appareil, c'est-à-dire à la périphérie ou Edge Computing, sans même avoir besoin de connexions externes. L'idée est que l'objet puisse interagir seul.
On appelle cela de l'IA embarquée.
Une autre dynamique de l'AIoT et de donner du sens aux données collectées par l'IoT. Ici, l'IA est appliquée après la collecte des données, dans les serveurs, plateformes IoT ou Data Lake. On peut ainsi détecter des schema de fonctionnements ou de causes de pannes par exemple, pour mieux anticiper et prévenir les évènements liés aux objets connectés.
Ces deux approches sont complémentaires.
La puissance combinée de l'IA et de l'IoT promet de libérer la valeur non réalisée des clients dans un large éventail de secteurs d'activité : tels que l'analyse de données, les véhicules autonomes, la santé, l'agriculture, la maintenance prédictive et l'automatisation industrielle.

## L'intelligence artificielle dans l'ingénierie cloud
L’IA peut aider plusieurs domaines professionnels à maximiser la collecte de données. Il peut améliorer les performances et l’efficacité grâce à la gestion numérique.
L'ingénierie du cloud se concentre sur les services technologiques. Lors de la conception, du développement, de l’exploitation et de la maintenance des systèmes de cloud computing, elle adopte une approche systématique de la commercialisation, de la normalisation et de la gouvernance. On y retrouve les contributions de l'ingénierie du développement, de l'ingénierie logicielle, du développement Web, de l'ingénierie des performances, de l'ingénierie de la sécurité, de l'ingénierie des plateformes, de l'ingénierie des risques et de l'ingénierie de la qualité.
L'intégration de l'IA dans le cadre des technologies de l'information vise à fluidifier les process et automatiser les processus répétitifs. Grâce à ces outils, les organisations peuvent mieux gérer les données au fur et à mesure qu’elles développent de plus grandes quantités de données et intègrent des processus de reconnaissance de données, de classification et de gestion des données au fil du temps.
Grâce à l’IA, les organisations peuvent gagner en efficacité, en mettant en place des méthodes stratégiques et en gagnant du temps sur les tâches répétitives. En effectuant des analyses, les organisations peuvent gagner du temps et être plus efficaces.